# Ivan Bukenya
Ivan Bukenya (Kampala, 1º novembre 1991) è un ex calciatore ugandese, di ruolo difensore.

## Carriera

### Club
Nella stagione 2009-2010 ha militato nel Nalubaale, nella stagione successiva, invece, ha militato nel Proline. Nel 2011, si è trasferito in Asia, firmando un contratto con la società irachena dell'Arbil, militante nella massima serie locale. Qui rimane per due stagioni, vincendo anche un campionato (giocando anche 17 partite nella Coppa dell'AFC, mettendovi a segno anche due reti). Nel 2013, si trasferisce ai sudafricani del Kaizer Chiefs, dove in tre stagioni colleziona 25 presenze e una rete (giocando anche tre partite nei turni preliminari della CAF Champions League), vincendo anche un campionato. Nel 2016, si è accasato agli indiani dell'East Bengal. Con l'East Bengal segna 3 reti in 18 partite. Dopo una sola stagione, è ritornato in patria, al Proline. Per la stagione 2018 si trasferisce al Linköping City, formazione militante nella terza divisione svedese. L'anno successivo, ritorna ancora una volta in patria, firmando un contratto con il Police.

### Nazionale
Con la nazionale ugandese ha giocato 3 partite tra il 2011 ed il 2013.

## Statistiche

### Cronologia presenze e reti in nazionale
| Cronologia completa delle presenze e delle reti in nazionale ― Uganda | Cronologia completa delle presenze e delle reti in nazionale ― Uganda | Cronologia completa delle presenze e delle reti in nazionale ― Uganda | Cronologia completa delle presenze e delle reti in nazionale ― Uganda | Cronologia completa delle presenze e delle reti in nazionale ― Uganda | Cronologia completa delle presenze e delle reti in nazionale ― Uganda | Cronologia completa delle presenze e delle reti in nazionale ― Uganda | Cronologia completa delle presenze e delle reti in nazionale ― Uganda |
| Data                                                                  | Città                                                                 | In casa                                                               | Risultato                                                             | Ospiti                                                                | Competizione                                                          | Reti                                                                  | Note                                                                  |
| --------------------------------------------------------------------- | --------------------------------------------------------------------- | --------------------------------------------------------------------- | --------------------------------------------------------------------- | --------------------------------------------------------------------- | --------------------------------------------------------------------- | --------------------------------------------------------------------- | --------------------------------------------------------------------- |
| 11-1-2011                                                             | Il Cairo                                                              | Tanzania                                                              | 1 – 1                                                                 | Uganda                                                                | Amichevole                                                            | -                                                                     | 69’                                                                   |
| 17-1-2011                                                             | Il Cairo                                                              | Egitto                                                                | 3 – 1                                                                 | Uganda                                                                | Amichevole                                                            | -                                                                     | 77’                                                                   |
| 1-6-2013                                                              | Tripoli                                                               | Libia                                                                 | 3 – 0                                                                 | Uganda                                                                | Amichevole                                                            | -                                                                     | 68’                                                                   |
| Totale                                                                |                                                                       | Presenze                                                              | 3                                                                     |                                                                       | Reti                                                                  | 0                                                                     |                                                                       |

## Palmarès

### Club

#### Competizioni nazionali
- Campionato iracheno: 1

Arbil: 2011-2012
- Campionato sudafricano: 1

Kaizer Chiefs: 2014-2015